# 1e Europese Filmprijzen
De 1e uitreiking van de Europese Filmprijzen, waarbij prijzen werden uitgereikt in verschillende categorieën voor Europese films, vond plaats op 26 november 1988 in West-Berlijn.

## Nominaties en winnaars

#### Beste film
- Krótki film o zabijaniu (A Short Film About Killing) - Krzysztof Kieślowski
  - Au revoir les enfants - Louis Malle
  - El bosque animado - José Luis Cuerda
  - Distant Voices, Still Lives - Terence Davies
  - Der Himmel über Berlin - Wim Wenders
  - Jacob - Mircea Daneliuc
  - Pelle de Veroveraar - Bille August

#### Beste film - jonge filmmakers
- Mujeres al borde de un ataque de nervios - Pedro Almodóvar
  - Dni zatmeniya - Aleksandr Sokoerov
  - Domani accadrà - Daniele Luchetti
  - Kárhozat - Béla Tarr
  - Ofelaš (Pathfinder) - Nils Gaup
  - Reefer and the Model - Joe Comerford
  - Stormy Monday - Mike Figgis

#### Beste acteur
- Max von Sydow - Pelle de Veroveraar
  - Udo Samel - Mit meinen heißen Tränen
  - Alfredo Landa - El bosque animado
  - Klaus Maria Brandauer - Hanussen
  - Dorel Visan - Jacob

#### Beste actrice
- Carmen Maura - Mujeres al borde de un ataque de nervios
  - Ornella Muti - Codice privato
  - Carol Scanlan - Reefer and the Mode
  - Tinna Gunnlaugsdóttir - Í skugga hrafnsins

#### Beste acteur in een bijrol
- Curt Bois - Der Himmel über Berlin
  - Wojciech Pszoniak - Mit meinen heißen Tränen
  - Helgi Skúlason - Ofelaš & Í skugga hrafnsins
  - Björn Granath - Pelle de Veroveraar
  - Ray McBride - Reefer and the Model

#### Beste actrice in een bijrol
- Johanna ter Steege - Spoorloos
  - Freda Dowie - Distant Voices, Still Lives
  - Karin Gregorek - Einer trage des anderen Last
  - Lene Brøndum - Hip hip hurra!

#### Beste regisseur
- Wim Wenders - Der Himmel über Berlin
  - Sergei Parajanov - Ashug-Karibi
  - Louis Malle - Au revoir les enfants
  - Manoel de Oliveira - Os Canibais
  - Terence Davies - Distant Voices, Still Lives

#### Beste scenario
- Louis Malle - Au revoir les enfants
  - Manoel de Oliveira - Os Canibais
  - Terence Davies - Distant Voices, Still Lives
  - Franco Bernini, Daniele Luchetti & Angelo Pasquini - Domani accadrà
  - Wolfgang Held - Einer trage des anderen Last

#### Life Achievement Award
- Ingmar Bergman
- Marcello Mastroianni